# 稲垣栄三
稲垣 栄三（いながき えいぞう、1926年6月29日－2001年3月6日）は、日本の建築史家、東京大学名誉教授。

## 生涯
山形県出身。府立六中（現都立新宿高等学校)を経て東京大学工学部卒。1961年「明治時代における西洋建築導入過程に関する研究」で工学博士。太田博太郎、堀口捨己に師事。東京都立大学助手、東大工学部助教授、73年教授。87年定年退官、明治大学教授。
69年神社建築史の研究で建築学会賞。著作「日本の近代建築」で近代建築の始まりを大正時代とする説を唱えた。

## 著書
- 日本の近代建築 その成立過程 丸善 1959
- 古代の神社建築〈日本の美術81〉至文堂　1973.2
- 文化遺産をどう受け継ぐか 三省堂 1984.5 (都市のジャーナリズム)
- 稲垣栄三著作集　全7巻 伊藤毅,陣内秀信,鈴木博之,福田晴虔,藤井恵介編 中央公論美術出版

1、神社建築史研究 1 2006.10
2、神社建築史研究 2 2008.8
4、茶室・数寄屋建築研究 2006.10
3、住宅・都市史研究 2007.8
6、近代建築史研究 2007.6
7、歴史的環境保存論 2009.7
5、日本の近代建築 2009.9

## 共編著
- 図説茶道大系 第4 茶の建築と庭 堀口捨己共編 角川書店 1962
- 原色日本の美術 第16巻 神社と霊廟 小学館 1968
- 復元日本大観 6 民家と町並み 世界文化社 1989.3
- 醍醐寺の密教と社会 山喜房仏書林 1991.2

## 記念論集
- 建築史論叢 / 稲垣栄三先生還暦記念論集刊行会 中央公論美術出版 1988.10

## 参考
- 稲垣榮三先生を偲ぶ〔含 年譜・著作目録〕鈴木博之「建築史学」2001-09
- 日本人名大辞典